# 2. Feldhockey-Bundesliga 2007/08 (Herren)
Die Saison 2007/08 begann am 15. September 2007 und endete – unterbrochen von der Hallensaison – am 8. Juni 2008.

## Abschlusstabellen
Legende:

| (A) | Absteiger aus der 1. Bundesliga |
| (N) | Aufsteiger aus der Regionalliga |
|     | Aufsteiger in die 1. Bundesliga |
|     | Absteiger in die Regionalliga   |

| Platz | Club                    | Spiele | Tore   | Punkte |
| ----- | ----------------------- | ------ | ------ | ------ |
| 1.    | Rot-Weiss Köln          | 18     | 106:26 | 46     |
| 2.    | Großflottbeker THGC (A) | 18     | 53:24  | 39     |
| 3.    | Rheydter SV             | 18     | 68:49  | 32     |
| 4.    | Club Raffelberg (N)     | 18     | 57:64  | 31     |
| 5.    | Blau-Weiss Köln         | 18     | 49:46  | 26     |
| 6.    | Rissener SV (N)         | 18     | 40:59  | 23     |
| 7.    | Hannover 78             | 18     | 47:59  | 20     |
| 8.    | RTHC Leverkusen         | 18     | 36:55  | 19     |
| 9.    | Marienburger SC         | 18     | 28:57  | 15     |
| 10.   | Marienthaler THC        | 18     | 23:68  | 10     |

| Platz | Club                | Spiele | Tore  | Punkte |
| ----- | ------------------- | ------ | ----- | ------ |
| 1.    | Mannheimer HC       | 18     | 75:27 | 46     |
| 2.    | Rüsselsheimer RK    | 18     | 55:35 | 35     |
| 3.    | TC Blau-Weiss (N)   | 18     | 46:40 | 32     |
| 4.    | SC Frankfurt 1880   | 18     | 59:49 | 30     |
| 5.    | Münchner SC (A)     | 18     | 52:58 | 29     |
| 6.    | Dürkheimer HC       | 18     | 66:41 | 28     |
| 7.    | Zehlendorfer Wespen | 18     | 45:44 | 25     |
| 8.    | Rot-Weiß München    | 18     | 33:49 | 13     |
| 9.    | HC Heidelberg       | 18     | 33:61 | 11     |
| 10.   | HC Ludwigsburg (N)  | 18     | 38:98 | 4      |